# Auguste François Jean Finot
Pour les articles homonymes, voir Finot.
Auguste François Jean Finot est un homme politique français né le 9 février 1782 à Avallon (Yonne) et décédé le 6 juillet 1846 à Avallon.

## Biographie
Fils d'Antoine Bernard Finot, ancien député, et frère d'Antoine Finot, préfet et député, Auguste François est médecin à Avallon et conseiller général et député de l'Yonne de 1831 à 1832, siégeant dans la majorité gouvernementale.